# 야동초등학교
야동초등학교(冶洞初等學校)는 대한민국 충청북도 충주시 소태면 야동리에 있었던 공립 초등학교이다.
이름만 들어도 그게 생각나는 이 초등학교는 다른 초등학교에 편입되어서 결국 2020년 2월 29일을 마지막으로 폐교하였다.

## 학교 연혁
- 1937년 3월 9일: 소태공립보통학교 부설 야동간이학교 개설
- 1944년 4월 1일: 야동국민학교 개교
- 1985년 3월 1일: 하남분교장 편입
- 1996년 3월 1일: 야동초등학교로 명칭 변경
- 1999년 3월 1일: 하남분교 폐교
- 2020년 2월 29일: 야동초등학교 폐교 ,엄정초등학교로 통합[1]

## 학교 상징
- 교목 - 향나무
- 교화 - 진달래
- 동상 - 학생의 야1동보는 동상

## 참고 자료
- 야동초등학교 - 한국교육학술정보원 학교알리미